# Rubus bellobatus
Rubus bellobatus är en rosväxtart som beskrevs av Liberty Hyde Bailey. Rubus bellobatus ingår i släktet rubusar, och familjen rosväxter. Inga underarter finns listade i Catalogue of Life.